# Jens Edvard Kraft
Jens Edvard Kraft, född 22 december 1784 i Kristiansand, död 21 juli 1853 i Mandal, var en norsk statistiker och litteraturhistoriker.
Kraft blev student vid Köpenhamns universitet 1800, avlade 1808 juridisk ämbetsexamen och fick anställning som translator vid "priseretten" i Kristiansand. År 1817 blev han "kongelig fullmektig" i Indredepartementet, 1822 byråchef i Finansdepartementet och 1828 expeditionssekreterare i Revisionsdepartementet. År 1832 utnämndes han till "sorenskriver" i Mandals sorenskriveri. Tillsammans med Jens Christian Berg utgav han de sju första årgångarna av den topografisk-historiska tidskriften Budstikken (1817–1826).